# ISO 3166-2:BW
Kódy ISO 3166-2 pro Botswanu identifikují 10 distriktů, 4 města a 2 obce (stav v roce 2015). První část (BW) je mezinárodní kód pro Botswanu, druhá část sestává z dvou písmen identifikujících distrikt.

## Seznam kódů
| kód   | území          | poznámka |
| ----- | -------------- | -------- |
| BW-CE | Střední        |          |
| BW-CH | Chobe          |          |
| BW-GH | Ghanzi         |          |
| BW-KG | Kgalagadi      |          |
| BW-KL | Kgatleng       |          |
| BW-KW | Kweneng        |          |
| BW-NE | Severovýchodní |          |
| BW-NW | Severozápadní  |          |
| BW-SE | Jihovýchodní   |          |
| BW-SO | Jižní          |          |
| BW-FR | Francistown    | city     |
| BW-GA | Gaborone       | city     |
| BW-JW | Jwaneng        | town     |
| BW-LO | Lobatse        | town     |
| BW-SP | Selibe Phikwe  | town     |
| BW-ST | Sowa Town      | town     |